# Repunit
Trong toán học tiêu khiển, Số repunit (hoặc gọi tắt đi là repunit) là các số tương tự như 11, 111, hoặc 1111, tức là các số chỉ bao gồm chữ số 1 — dạng tổng quát hơn được gọi là repdigit. Thuật ngữ repunit được lấy từ repeated unit (lặp lại đơn vị) và được giới thiệu vào năm 1966 bởi Albert H. Beiler trong cuốn Recreations in the Theory of Numbers (tạm dịch:Các thú vui trong lý thuyết của những con số).
Số nguyên tố repunit đồng thời là số repunit và là số nguyên tố. Số nguyên tố repunit dưới cơ số 2 là số nguyên tố Mersenne. Hiện vào tháng 3 năm 2022, số nguyên tố lớn nhất 282,589,933 − 1, số lớn nhất có thể nguyên tố R8177207 và độ nguyên tố của đường cong elliptic R49081 đều là các số repunit.

## Định nghĩa
Số repunit cơ số b được định nghĩa như sau (giá trị b có thể âm hoặc dương)
{\displaystyle R_{n}^{(b)}\equiv 1+b+b^{2}+\cdots +b^{n-1}={b^{n}-1 \over {b-1}}\qquad {\mbox{với }}|b|\geq 2,n\geq 1.}
Do đó, số Rn(b) chỉ chứa n chữ số 1 trong biểu diễn cơ số b. Repunit cơ số b cho n = 1 và n = 2 là 
{\displaystyle R_{1}^{(b)}={b-1 \over {b-1}}=1\qquad {\text{và}}\qquad R_{2}^{(b)}={b^{2}-1 \over {b-1}}=b+1\qquad {\text{với}}\ |b|\geq 2.}
Còn đối với thường hợp hệ cơ số thập phân, các số repunit cơ số thập phân thường được gọi ngắn đi là số repunit và được định nghĩa như sau:
{\displaystyle R_{n}\equiv R_{n}^{(10)}={10^{n}-1 \over {10-1}}={10^{n}-1 \over 9}\qquad {\mbox{với }}n\geq 1.}
Do vậy, Rn = Rn(10) chỉ chứa n chữ số 1 trong biểu diễn cơ số 10. Dãy các số repunit cơ số 10 bắt đầu bằng:
1, 11, 111, 1111, 11111, 111111, ... (dãy số A002275 trong bảng OEIS).
Tương tự như vậy, các số repunit cơ số 2 được định nghĩa như sau:
{\displaystyle R_{n}^{(2)}={2^{n}-1 \over {2-1}}={2^{n}-1}\qquad {\mbox{for }}n\geq 1.}
Do đó, Rn(2) chỉ chứa n chữ số 1 trong biểu diễn cơ số 2. Hơn nữa, các số repunit cơ số 2 là các số Mersenne Mn = 2n − 1, dãy số bắt đầu như sau
1, 3, 7, 15, 31, 63, 127, 255, 511, 1023, 2047, 4095, 8191, 16383, 32767, 65535, ... (dãy số A000225 trong bảng OEIS).

## Các tính chất
- Bất cứ repunit trong bất cứ cơ số nào có số chữ số là hợp số thì số đó cũng là hợp số.  Chỉ có các số repunit (trong bất cứ cơ số nào) có số chữ số là số nguyên tố thì mới là số nguyên tố. Đây là điều kiện cần nhưng chưa đủ. Lấy ví dụ
R35(b) = 11111111111111111111111111111111111 = 11111 × 1000010000100001000010000100001 = 1111111 × 10000001000000100000010000001,

bởi 35 = 7 × 5 = 5 × 7.  Phân tích thừa số của các số repunit không dựa vào cơ số b cho việc biểu diễn số đó.
- Nếu p là số nguyên tố lẻ, thì với mọi số nguyên tố q là ước của Rp(b) đều phải hoặc là tổng của 1 cộng với bội của 2p, hoặc là ước của b − 1. Lấy ví dụ, ước nguyên tố của R29 là 62003 = 1 + 2·29·1069. Lý do đứng đằng sau tính chất này là bởi p là số mũ nhỏ nhất lớn hơn 1 sao cho q là ước của bp − 1, và bởi p là số nguyên tố. Do đó, trừ phi q là ước của b − 1, thì p là ước của hàm Carmichael của q, giá trị của hàm bằng với q − 1.
- Bất kỳ bội của Rn(b) chứa ít nhất n chữ số khác không trong cơ số b.
- Bất kỳ số x là số repunit cơ số x − 1.
- Các số duy nhất được biết là có nhiều hơn 3 chữ số trong 2 hệ cơ số trở lên là số 31 (111 trong cơ số 5, 11111 trong cơ số 2) và 8191 (111 trong cơ số 90, 1111111111111 trong cơ số 2). Giả thuyết Goormaghtigh cho rằng đây là hai trường hợp duy nhất.
- Sử dụng nguyên lý ngăn kéo Dirichlet, ta dễ chứng minh rằng với mọi số tự nhiên n và b nguyên tố cùng nhau, tồn tại số repunit cơ số b là bội của n. Để chứng minh, ta xét R1(b),...,Rn(b). Bởi có n repunits nhưng chỉ có n−1 phần dư khác 0 khi chia n, tồn tại hai số Ri(b) và Rj(b) với 1 ≤ i < j ≤ n sao cho Ri(b) và Rj(b) đồng dư mô đun n. Từ đây dễ thấy rằng Rj(b) − Ri(b) sẽ dư 0 khi mô đun n, tức là chia hết cho n. Bởi Rj(b) − Ri(b) chứa j − i chũ số 1 rồi theo sau bởi i chữ số không, Rj(b) − Ri(b) = Rj−i(b) × bi. Vì n là ước của vế trái của phương trình, nên nó cũng là ước vế phải, nhưng vì n và b nguyên tố cùng nhau, n phải là ước của Rj−i(b).
- Giả thuyết Feit–Thompson cho rằng Rq(p) không bao giờ là ước của Rp(q) với mọi hai số nguyên tố phân biệt p và q.
- Sử dụng thuật toán Euclid cho định nghĩa số repunit: R1(b) = 1; Rn(b) = Rn−1(b) × b + 1, bất kỳ cặp số repunit liên tiếp Rn−1(b) và Rn(b) đều nguyên tố cùng nhau cho mọi cơ số b và mọi giá trị n.
- Nếu m và n có ước chung d, Rm(b) và Rn(b) sẽ có ước chung Rd(b) trong mọi cơ số b cho bất kỳ m và n. Nghĩa là, dãy các số repunit dưới một cơ số cố định sẽ lập thành dãy chia mạnh. Hệ quả từ đó là, nếu m và n nguyên tố cùng nhau thì Rm(b) và Rn(b) cũng nguyên tố cùng nhau. Thuật toán Euclid dựa trên tính chất gcd(m, n) = gcd(m − n, n) cho m > n. Tương tự như vậy, áp dụng Rm(b) − Rn(b) × bm−n = Rm−n(b), dễ thấy rằng gcd(Rm(b), Rn(b)) = gcd(Rm−n(b), Rn(b)) for m > n. Do đó, nếu gcd(m, n) = d, thì gcd(Rm(b), Rn(b)) = Rd(b).

## Phân tích thừa số của các số repunit hệ thập phân
(Các ước nguyên tố được tô màu đỏ nghĩa là "ước nguyên tố mới", tức là các số nguyên tố là ước của Rn nhưng không phải là ước của Rk với mọi k < n) (dãy số A102380 trong bảng OEIS)
| R1 =  | 1                    |
| R2 =  | 11                   |
| R3 =  | 3 · 37               |
| R4 =  | 11 · 101             |
| R5 =  | 41 · 271             |
| R6 =  | 3 · 7 · 11 · 13 · 37 |
| R7 =  | 239 · 4649           |
| R8 =  | 11 · 73 · 101 · 137  |
| R9 =  | 32 · 37 · 333667     |
| R10 = | 11 · 41 · 271 · 9091 |

| R11 = | 21649 · 513239                              |
| R12 = | 3 · 7 · 11 · 13 · 37 · 101 · 9901           |
| R13 = | 53 · 79 · 265371653                         |
| R14 = | 11 · 239 · 4649 · 909091                    |
| R15 = | 3 · 31 · 37 · 41 · 271 · 2906161            |
| R16 = | 11 · 17 · 73 · 101 · 137 · 5882353          |
| R17 = | 2071723 · 5363222357                        |
| R18 = | 32 · 7 · 11 · 13 · 19 · 37 · 52579 · 333667 |
| R19 = | 1111111111111111111                         |
| R20 = | 11 · 41 · 101 · 271 · 3541 · 9091 · 27961   |

| R21 = | 3 · 37 · 43 · 239 · 1933 · 4649 · 10838689                               |
| R22 = | 112 · 23 · 4093 · 8779 · 21649 · 513239                                  |
| R23 = | 11111111111111111111111                                                  |
| R24 = | 3 · 7 · 11 · 13 · 37 · 73 · 101 · 137 · 9901 · 99990001                  |
| R25 = | 41 · 271 · 21401 · 25601 · 182521213001                                  |
| R26 = | 11 · 53 · 79 · 859 · 265371653 · 1058313049                              |
| R27 = | 3 · 37 · 757 · 333667 · 440334654777631                                  |
| R28 = | 11 · 29 · 101 · 239 · 281 · 4649 · 909091 · 121499449                    |
| R29 = | 3191 · 16763 · 43037 · 62003 · 77843839397                               |
| R30 = | 3 · 7 · 11 · 13 · 31 · 37 · 41 · 211 · 241 · 271 · 2161 · 9091 · 2906161 |

Dãy uớc nguyên tố nhỏ nhất của Rn với n > 1 là dãy số sau:
11, 3, 11, 41, 3, 239, 11, 3, 11, 21649, 3, 53, 11, 3, 11, 2071723, 3, 1111111111111111111, 11, 3, 11, 11111111111111111111111, 3, 41, 11, 3, 11, 3191, 3, 2791, 11, 3, 11, 41, 3, 2028119, 11, 3, 11, 83, 3, 173, 11, 3, 11, 35121409, 3, 239, 11, ... (dãy số A067063 trong bảng OEIS)

## Số nguyên tố repunit
Lý do các nhà toán học tiêu khiển định nghĩa số repunit là bởi họ muốn tìm hiểu các ước nguyên tố của các số đó.
Dễ chứng minh rằng nếu n chia hết cho a, thì Rn(b) chia hết cho Ra(b):
{\displaystyle R_{n}^{(b)}={\frac {1}{b-1}}\prod _{d|n}\Phi _{d}(b),}
trong {\displaystyle \Phi _{d}(x)} là đa thức cyclotomic thứ d và d chạy trên các ước của n. Khi p là số nguyên tố,
{\displaystyle \Phi _{p}(x)=\sum _{i=0}^{p-1}x^{i},}
có dạng của số repunit khi x được thay bằng b.
Lấy ví dụ, 9 chia hết cho 3, nên R9 chia hết cho R3—cụ thể hơn, 111111111 = 111 · 1001001. Đa thức cyclotomic tương ứng là {\displaystyle \Phi _{3}(x)} và {\displaystyle \Phi _{9}(x)}, tức {\displaystyle x^{2}+x+1} và {\displaystyle x^{6}+x^{3}+1} tương ứng. Do đó, để Rn là số nguyên tố, thì n phải là số nguyên tố, nhưng điều kiện này chưa đủ. Lấy ví dụ, R3 = 111 = 3 · 37 không phải là số nguyên tố. Ngoại trừ trường hợp R3 ra,  p chỉ có thể là ước của Rn với n là số nguyên tố nếu p = 2kn + 1 với một số giá trị k.

### Số nguyên tố repunit cơ số thập phân
Rn là số nguyên tố khi n = 2, 19, 23, 317, 1031, 49081 ... (dãy A004023 trong OEIS). R86453 là số có thể nguyên tố.  Vào ngày 3 tháng 4 năm 2007, Harvey Dubner (đồng thời là người tìm ra R49081) công bố rằng R109297 là số có thể nguyên tố. Rồi đến ngày 15 tháng 7 cùng năm, Maksym Voznyy công bố rằng R270343 là số có thể nguyên tố. Serge Batalov và Ryan Propper tìm ra rằng R5794777 và R8177207 là số có thể nguyên tố vào ngày 20 tháng 4 và ngày 8 tháng 5 trong cùng năm 2021, tương ứng. Vào thời điểm họ tìm ra, đây cũng là các số có thể nguyên tố lớn nhất. Vào ngày 22 tháng 3 năm 2022 số có thể nguyên tố R49081 cũng được chứng minh là số nguyên tố.
Hiện ta đang có giả thuyết rằng sẽ có vô số số nguyên tố repunit và có vẻ mật độ của nó sẽ dựa trên định lý số nguyên tố tiên đoán: số mũ của số nguyên tố repunit thứ N thường nằm quanh bội của số nguyên tố repunit thứ N-1.
Số nguyên tố repunit là tập con tầm thường của số nguyên tố hoán vị, số nguyên số hoán vị là các số nguyên tố giữ tính nguyên tố bất kể hoán vị các chữ số trong đó.
Số repunit cơ số thập phân có tính chất cơ bản rằng, nếu số chữ số tức n là bội của 3 hoặc 9 thì số đó cũng là bội của R3 hoặc R9 tương ứng. Thật vậy, bởi 10a ≡ 1 (mod 9), và 10a ≡ 1 (mod 3) với bất kỳ a ≥ 0 nên
- n ≡ 0 (mod 3) ⇔ Rn ≡ 0 (mod 3) ⇔ Rn ≡ 0 (mod R3),
n ≡ 1 (mod 3) ⇔ Rn ≡ 1 (mod 3) ⇔ Rn ≡ R1 ≡ 1 (mod R3),
n ≡ 2 (mod 3) ⇔ Rn ≡ 2 (mod 3) ⇔ Rn ≡ R2 ≡ 11 (mod R3).
Do đó, 3 | n ⇔ 3 | Rn ⇔ R3 | Rn.
- n ≡ r (mod 9) ⇔ Rn ≡ r (mod 9) ⇔ Rn ≡ Rr (mod R9),
với 0 ≤ r < 9.
Do đó, 9 | n ⇔ 9 | Rn ⇔ R9 | Rn.

### Số nguyên tố repunit cơ số 2
Các số nguyên tố repunit cơ số 2 được gọi là số nguyên tố Mersenne.

### Số nguyên tố repunit cơ số 3
Dãy các số nguyên tố repunit cơ số 3 là
13, 1093, 797161, 3754733257489862401973357979128773, 6957596529882152968992225251835887181478451547013 (dãy số A076481 trong bảng OEIS),
tương ứng với {\displaystyle n} bằng 
3, 7, 13, 71, 103, 541, 1091, 1367, 1627, 4177, 9011, 9551, ... (dãy số A028491 trong bảng OEIS).

### Số nguyên tố repunit cơ số 4
Số nguyên tố repunit duy nhất cơ số 4 là số 5 ({\displaystyle 11_{4}}). {\displaystyle 4^{n}-1=\left(2^{n}+1\right)\left(2^{n}-1\right)}, và 3 là ước của {\displaystyle 2^{n}+1} khi n lẻ và của {\displaystyle 2^{n}-1} khi n chẵn. Khi n lớn hơn 2 thì cả {\displaystyle 2^{n}+1} và {\displaystyle 2^{n}-1} đều lớn hơn 3, do đó bỏ đi 3 vẫn để lại hai ước nguyên tố khác lớn hơn 1. Do đó không tồn tại số nguyên tố repunit cơ số 4 nào khác ngoài số 5 .

### Số nguyên tố repunit cơ số 5
Dãy các số nguyên tố repunit cơ số 5 là
31, 19531, 12207031, 305175781, 177635683940025046467781066894531, 14693679385278593849609206715278070972733319459651094018859396328480215743184089660644531, 35032461608120426773093239582247903282006548546912894293926707097244777067146515037165954709053039550781, 815663058499815565838786763657068444462645532258620818469829556933715405574685778402862015856733535201783524826169013977050781 (dãy số A086122 trong bảng OEIS),
tương ứng với {\displaystyle n} bằng
3, 7, 11, 13, 47, 127, 149, 181, 619, 929, 3407, ... (dãy số A004061 trong bảng OEIS).

### Số nguyên tố repunit cơ số 6
Dãy các số nguyên tố repunit cơ số 6 là
7, 43, 55987, 7369130657357778596659, 3546245297457217493590449191748546458005595187661976371, 133733063818254349335501779590081460423013416258060407531857720755181857441961908284738707408499507 (dãy số A165210 trong bảng OEIS),
tương ứng với {\displaystyle n} bằng
2, 3, 7, 29, 71, 127, 271, 509, 1049, 6389, 6883, ... (dãy số A004062 trong bảng OEIS).

### Số nguyên tố repunit cơ số 7
Dãy các số nguyên tố repunit cơ số 7 là
2801, 16148168401, 85053461164796801949539541639542805770666392330682673302530819774105141531698707146930307290253537320447270457,
138502212710103408700774381033135503926663324993317631729227790657325163310341833227775945426052637092067324133850503035623601
tương ứng với {\displaystyle n} bằng
5, 13, 131, 149, 1699, ... (dãy số A004063 trong bảng OEIS).

### Số nguyên tố repunit cơ số 8
Số nguyên tố repunit cơ số 8 duy nhất là số 73 ({\displaystyle 111_{8}}). {\displaystyle 8^{n}-1=\left(4^{n}+2^{n}+1\right)\left(2^{n}-1\right)}, và 7 là ước của {\displaystyle 4^{n}+2^{n}+1} khi n không chia hết cho 3 và của {\displaystyle 2^{n}-1} khi n là bội của 3.

### Số nguyên tố repunit cơ số 9
Không tồn tại nguyên tố repunit cơ số 9 nào. Bởi {\displaystyle 9^{n}-1=\left(3^{n}+1\right)\left(3^{n}-1\right)}, và cả hai {\displaystyle 3^{n}+1} và {\displaystyle 3^{n}-1} đều chẵn và lớn hơn 4.

### Số nguyên tố repunit cơ số 11
Dãy các số nguyên tố repunit cơ số 11 là
50544702849929377, 6115909044841454629, 1051153199500053598403188407217590190707671147285551702341089650185945215953, 567000232521795739625828281267171344486805385881217575081149660163046217465544573355710592079769932651989153833612198334843467861091902034340949
tương ứng với {\displaystyle n} bằng
17, 19, 73, 139, 907, 1907, 2029, 4801, 5153, 10867, ... (dãy số A005808 trong bảng OEIS).

### Số nguyên tố repunit cơ số 12
Dãy các số nguyên tố repunit cơ số 12 là
13, 157, 22621, 29043636306420266077, 43570062353753446053455610056679740005056966111842089407838902783209959981593077811330507328327968191581, 388475052482842970801320278964160171426121951256610654799120070705613530182445862582590623785872890159937874339918941
tương ứng với {\displaystyle n} bằng
2, 3, 5, 19, 97, 109, 317, 353, 701, 9739, ... (dãy số A004064 trong bảng OEIS).

### Số nguyên tố repunit cơ số 20
Dãy các số nguyên tố repunit cơ số 20 là
421, 10778947368421, 689852631578947368421
tương ứng với {\displaystyle n} bằng
3, 11, 17, 1487, ... (dãy số A127995 trong bảng OEIS).

### Cơ sốbsao choRp(b) là số nguyên tố cho số nguyên tốp
Cơ số {\displaystyle b} nhỏ nhất sao cho {\displaystyle R_{p}(b)} là số nguyên tố (trong đó {\displaystyle p} là số nguyên tố thứ {\displaystyle n}) là:
2, 2, 2, 2, 5, 2, 2, 2, 10, 6, 2, 61, 14, 15, 5, 24, 19, 2, 46, 3, 11, 22, 41, 2, 12, 22, 3, 2, 12, 86, 2, 7, 13, 11, 5, 29, 56, 30, 44, 60, 304, 5, 74, 118, 33, 156, 46, 183, 72, 606, 602, 223, 115, 37, 52, 104, 41, 6, 338, 217, 13, 136, 220, 162, 35, 10, 218, 19, 26, 39, 12, 22, 67, 120, 195, 48, 54, 463, 38, 41, 17, 808, 404, 46, 76, 793, 38, 28, 215, 37, 236, 59, 15, 514, 260, 498, 6, 2, 95, 3, ... (dãy số A066180 trong bảng OEIS)
Cơ số {\displaystyle b} nhỏ nhất sao cho {\displaystyle R_{p}(-b)} là số nguyên tố (trong đó {\displaystyle p} là số nguyên tố thứ {\displaystyle n}) là:
3, 2, 2, 2, 2, 2, 2, 2, 2, 7, 2, 16, 61, 2, 6, 10, 6, 2, 5, 46, 18, 2, 49, 16, 70, 2, 5, 6, 12, 92, 2, 48, 89, 30, 16, 147, 19, 19, 2, 16, 11, 289, 2, 12, 52, 2, 66, 9, 22, 5, 489, 69, 137, 16, 36, 96, 76, 117, 26, 3, 159, 10, 16, 209, 2, 16, 23, 273, 2, 460, 22, 3, 36, 28, 329, 43, 69, 86, 271, 396, 28, 83, 302, 209, 11, 300, 159, 79, 31, 331, 52, 176, 3, 28, 217, 14, 410, 252, 718, 164, ... (dãy số A103795 trong bảng OEIS)
| {\displaystyle p} | Cơ số {\displaystyle b} sao cho {\displaystyle R_{p}(b)} là số nguyên tố (chỉ liệt kê các cơ số dương) | Dãy OEIS |
| 2                 | 2, 4, 6, 10, 12, 16, 18, 22, 28, 30, 36, 40, 42, 46, 52, 58, 60, 66, 70, 72, 78, 82, 88, 96, 100, 102, 106, 108, 112, 126, 130, 136, 138, 148, 150, 156, 162, 166, 172, 178, 180, 190, 192, 196, 198, 210, 222, 226, 228, 232, 238, 240, 250, 256, 262, 268, 270, 276, 280, 282, 292, 306, 310, 312, 316, 330, 336, 346, 348, 352, 358, 366, 372, 378, 382, 388, 396, 400, 408, 418, 420, 430, 432, 438, 442, 448, 456, 460, 462, 466, 478, 486, 490, 498, 502, 508, 520, 522, 540, 546, 556, 562, 568, 570, 576, 586, 592, 598, 600, 606, 612, 616, 618, 630, 640, 642, 646, 652, 658, 660, 672, 676, 682, 690, 700, 708, 718, 726, 732, 738, 742, 750, 756, 760, 768, 772, 786, 796, 808, 810, 820, 822, 826, 828, 838, 852, 856, 858, 862, 876, 880, 882, 886, 906, 910, 918, 928, 936, 940, 946, 952, 966, 970, 976, 982, 990, 996, ...                                                                                                 | A006093  |
| 3                 | 2, 3, 5, 6, 8, 12, 14, 15, 17, 20, 21, 24, 27, 33, 38, 41, 50, 54, 57, 59, 62, 66, 69, 71, 75, 77, 78, 80, 89, 90, 99, 101, 105, 110, 111, 117, 119, 131, 138, 141, 143, 147, 150, 153, 155, 161, 162, 164, 167, 168, 173, 176, 188, 189, 192, 194, 203, 206, 209, 215, 218, 231, 236, 245, 246, 266, 272, 278, 279, 287, 288, 290, 293, 309, 314, 329, 332, 336, 342, 344, 348, 351, 357, 369, 378, 381, 383, 392, 395, 398, 402, 404, 405, 414, 416, 426, 434, 435, 447, 453, 455, 456, 476, 489, 495, 500, 512, 518, 525, 530, 531, 533, 537, 540, 551, 554, 560, 566, 567, 572, 579, 582, 584, 603, 605, 609, 612, 621, 624, 626, 635, 642, 644, 668, 671, 677, 686, 696, 701, 720, 726, 728, 735, 743, 747, 755, 761, 762, 768, 773, 782, 785, 792, 798, 801, 812, 818, 819, 825, 827, 836, 839, 846, 855, 857, 860, 864, 875, 878, 890, 894, 897, 899, 911, 915, 918, 920, 927, 950, 959, 960, 969, 974, 981, 987, 990, 992, 993, ... | A002384  |
| 5                 | 2, 7, 12, 13, 17, 22, 23, 24, 28, 29, 30, 40, 43, 44, 50, 62, 63, 68, 73, 74, 77, 79, 83, 85, 94, 99, 110, 117, 118, 120, 122, 127, 129, 134, 143, 145, 154, 162, 164, 165, 172, 175, 177, 193, 198, 204, 208, 222, 227, 239, 249, 254, 255, 260, 263, 265, 274, 275, 277, 285, 288, 292, 304, 308, 327, 337, 340, 352, 359, 369, 373, 393, 397, 408, 414, 417, 418, 437, 439, 448, 457, 459, 474, 479, 490, 492, 495, 503, 505, 514, 519, 528, 530, 538, 539, 540, 550, 557, 563, 567, 568, 572, 579, 594, 604, 617, 637, 645, 650, 662, 679, 694, 699, 714, 728, 745, 750, 765, 770, 772, 793, 804, 805, 824, 837, 854, 860, 864, 868, 880, 890, 919, 942, 954, 967, 968, 974, 979, ... | A049409  |
| 7                 | 2, 3, 5, 6, 13, 14, 17, 26, 31, 38, 40, 46, 56, 60, 61, 66, 68, 72, 73, 80, 87, 89, 93, 95, 115, 122, 126, 128, 146, 149, 156, 158, 160, 163, 180, 186, 192, 203, 206, 208, 220, 221, 235, 237, 238, 251, 264, 266, 280, 282, 290, 294, 300, 303, 320, 341, 349, 350, 353, 363, 381, 395, 399, 404, 405, 417, 418, 436, 438, 447, 450, 461, 464, 466, 478, 523, 531, 539, 548, 560, 583, 584, 591, 599, 609, 611, 622, 646, 647, 655, 657, 660, 681, 698, 700, 710, 717, 734, 760, 765, 776, 798, 800, 802, 805, 822, 842, 856, 863, 870, 878, 899, 912, 913, 926, 927, 931, 940, 941, 942, 947, 959, 984, 998, ... | A100330  |
| 11                | 5, 17, 20, 21, 30, 53, 60, 86, 137, 172, 195, 212, 224, 229, 258, 268, 272, 319, 339, 355, 365, 366, 389, 390, 398, 414, 467, 480, 504, 534, 539, 543, 567, 592, 619, 626, 654, 709, 735, 756, 766, 770, 778, 787, 806, 812, 874, 943, 973, ... | A162862  |
| 13                | 2, 3, 5, 7, 34, 37, 43, 59, 72, 94, 98, 110, 133, 149, 151, 159, 190, 207, 219, 221, 251, 260, 264, 267, 282, 286, 291, 319, 355, 363, 373, 382, 397, 398, 402, 406, 408, 412, 436, 442, 486, 489, 507, 542, 544, 552, 553, 582, 585, 592, 603, 610, 614, 634, 643, 645, 689, 708, 720, 730, 744, 769, 772, 806, 851, 853, 862, 882, 912, 928, 930, 952, 968, 993, ... | A217070  |
| 17                | 2, 11, 20, 21, 28, 31, 55, 57, 62, 84, 87, 97, 107, 109, 129, 147, 149, 157, 160, 170, 181, 189, 191, 207, 241, 247, 251, 274, 295, 297, 315, 327, 335, 349, 351, 355, 364, 365, 368, 379, 383, 410, 419, 423, 431, 436, 438, 466, 472, 506, 513, 527, 557, 571, 597, 599, 614, 637, 653, 656, 688, 708, 709, 720, 740, 762, 835, 836, 874, 974, 976, 980, 982, 986, ... | A217071  |
| 19                | 2, 10, 11, 12, 14, 19, 24, 40, 45, 46, 48, 65, 66, 67, 75, 85, 90, 103, 105, 117, 119, 137, 147, 164, 167, 179, 181, 205, 220, 235, 242, 253, 254, 263, 268, 277, 303, 315, 332, 337, 366, 369, 370, 389, 399, 404, 424, 431, 446, 449, 480, 481, 506, 509, 521, 523, 531, 547, 567, 573, 581, 622, 646, 651, 673, 736, 768, 787, 797, 807, 810, 811, 817, 840, 846, 857, 867, 869, 870, 888, 899, 902, 971, 988, 990, 992, ... | A217072  |
| 23                | 10, 40, 82, 113, 127, 141, 170, 257, 275, 287, 295, 315, 344, 373, 442, 468, 609, 634, 646, 663, 671, 710, 819, 834, 857, 884, 894, 904, 992, 997, ... | A217073  |
| 29                | 6, 40, 65, 70, 114, 151, 221, 229, 268, 283, 398, 451, 460, 519, 554, 587, 627, 628, 659, 687, 699, 859, 884, 915, 943, 974, 986, ... | A217074  |
| 31                | 2, 14, 19, 31, 44, 53, 71, 82, 117, 127, 131, 145, 177, 197, 203, 241, 258, 261, 276, 283, 293, 320, 325, 379, 387, 388, 406, 413, 461, 462, 470, 486, 491, 534, 549, 569, 582, 612, 618, 639, 696, 706, 723, 746, 765, 767, 774, 796, 802, 877, 878, 903, 923, 981, 991, 998, ... | A217075  |
| 37                | 61, 77, 94, 97, 99, 113, 126, 130, 134, 147, 161, 172, 187, 202, 208, 246, 261, 273, 285, 302, 320, 432, 444, 503, 523, 525, 563, 666, 680, 709, 740, 757, 787, 902, 962, 964, 969, ... | A217076  |
| 41                | 14, 53, 55, 58, 71, 76, 82, 211, 248, 271, 296, 316, 430, 433, 439, 472, 545, 553, 555, 596, 663, 677, 682, 746, 814, 832, 885, 926, 947, 959, ... | A217077  |
| 43                | 15, 21, 26, 86, 89, 114, 123, 163, 180, 310, 332, 377, 409, 438, 448, 457, 477, 526, 534, 556, 586, 612, 653, 665, 690, 692, 709, 760, 783, 803, 821, 848, 877, 899, 909, 942, 981, ... | A217078  |
| 47                | 5, 17, 19, 55, 62, 75, 89, 98, 99, 132, 172, 186, 197, 220, 268, 278, 279, 288, 439, 443, 496, 579, 583, 587, 742, 777, 825, 911, 966, ... | A217079  |
| 53                | 24, 45, 60, 165, 235, 272, 285, 298, 307, 381, 416, 429, 623, 799, 858, 924, 929, 936, ... | A217080  |
| 59                | 19, 70, 102, 116, 126, 188, 209, 257, 294, 359, 451, 461, 468, 470, 638, 653, 710, 762, 766, 781, 824, 901, 939, 964, 995, ... | A217081  |
| 61                | 2, 19, 69, 88, 138, 155, 205, 234, 336, 420, 425, 455, 470, 525, 555, 561, 608, 626, 667, 674, 766, 779, 846, 851, 937, 971, 998, ... | A217082  |
| 67                | 46, 122, 238, 304, 314, 315, 328, 332, 346, 372, 382, 426, 440, 491, 496, 510, 524, 528, 566, 638, 733, 826, ... | A217083  |
| 71                | 3, 6, 17, 24, 37, 89, 132, 374, 387, 402, 421, 435, 453, 464, 490, 516, 708, 736, 919, 947, 981, ... | A217084  |
| 73                | 11, 15, 75, 114, 195, 215, 295, 335, 378, 559, 566, 650, 660, 832, 871, 904, 966, ... | A217085  |
| 79                | 22, 112, 140, 158, 170, 254, 271, 330, 334, 354, 390, 483, 528, 560, 565, 714, 850, 888, 924, 929, 933, 935, 970, ... | A217086  |
| 83                | 41, 146, 386, 593, 667, 688, 906, 927, 930, ... | A217087  |
| 89                | 2, 114, 159, 190, 234, 251, 436, 616, 834, 878, ... | A217088  |
| 97                | 12, 90, 104, 234, 271, 339, 420, 421, 428, 429, 464, 805, 909, 934, ... | A217089  |
| 101               | 22, 78, 164, 302, 332, 359, 387, 428, 456, 564, 617, 697, 703, 704, 785, 831, 979, ... |          |
| 103               | 3, 52, 345, 392, 421, 472, 584, 617, 633, 761, 767, 775, 785, 839, ... |          |
| 107               | 2, 19, 61, 68, 112, 157, 219, 349, 677, 692, 700, 809, 823, 867, 999, ... |          |
| 109               | 12, 57, 72, 79, 89, 129, 158, 165, 239, 240, 260, 277, 313, 342, 421, 445, 577, 945, ... |          |
| 113               | 86, 233, 266, 299, 334, 492, 592, 641, 656, 719, 946, ... |          |
| 127               | 2, 5, 6, 47, 50, 126, 151, 226, 250, 401, 427, 473, 477, 486, 497, 585, 624, 644, 678, 685, 687, 758, 896, 897, 936, ... |          |
| 131               | 7, 493, 567, 591, 593, 613, 764, 883, 899, 919, 953, ... |          |
| 137               | 13, 166, 213, 355, 586, 669, 707, 768, 833, ... |          |
| 139               | 11, 50, 221, 415, 521, 577, 580, 668, 717, 720, 738, 902, ... |          |
| 149               | 5, 7, 68, 79, 106, 260, 319, 502, 550, 779, 855, ... |          |
| 151               | 29, 55, 57, 160, 176, 222, 255, 364, 427, 439, 642, 660, 697, 863, ... |          |
| 157               | 56, 71, 76, 181, 190, 317, 338, 413, 426, 609, 694, 794, 797, 960, ... |          |
| 163               | 30, 62, 118, 139, 147, 291, 456, 755, 834, 888, 902, 924, ... |          |
| 167               | 44, 45, 127, 175, 182, 403, 449, 453, 476, 571, 582, 700, 749, 764, 929, 957, ... |          |
| 173               | 60, 62, 139, 141, 303, 313, 368, 425, 542, 663, ... |          |
| 179               | 304, 478, 586, 942, 952, 975, ... |          |
| 181               | 5, 37, 171, 427, 509, 571, 618, 665, 671, 786, ... |          |
| 191               | 74, 214, 416, 477, 595, 664, 699, 712, 743, 924, ... |          |
| 193               | 118, 301, 486, 554, 637, 673, 736, ... |          |
| 197               | 33, 236, 248, 262, 335, 363, 388, 593, 763, 813, ... |          |
| 199               | 156, 362, 383, 401, 442, 630, 645, 689, 740, 921, 936, 944, 983, 988, ... |          |
| 211               | 46, 57, 354, 478, 539, 581, 653, 829, 835, 977, ... |          |
| 223               | 183, 186, 219, 221, 661, 749, 905, 914, ... |          |
| 227               | 72, 136, 235, 240, 251, 322, 350, 500, 523, 556, 577, 671, 688, 743, 967, ... |          |
| 229               | 606, 725, 754, 858, 950, ... |          |
| 233               | 602, ... |          |
| 239               | 223, 260, 367, 474, 564, 862, ... |          |
| 241               | 115, 163, 223, 265, 270, 330, 689, 849, ... |          |
| 251               | 37, 246, 267, 618, 933, ... |          |
| 257               | 52, 78, 435, 459, 658, 709, ... |          |
| 263               | 104, 131, 161, 476, 494, 563, 735, 842, 909, 987, ... |          |
| 269               | 41, 48, 294, 493, 520, 812, 843, ... |          |
| 271               | 6, 21, 186, 201, 222, 240, 586, 622, 624, ... |          |
| 277               | 338, 473, 637, 940, 941, 978, ... |          |
| 281               | 217, 446, 606, 618, 790, 864, ... |          |
| 283               | 13, 197, 254, 288, 323, 374, 404, 943, ... |          |
| 293               | 136, 388, 471, ... |          |

### Danh sách các số nguyên tố cơ sốb
Dãy các số nguyên tố nhỏ nhất thỏa mãn {\displaystyle p>2} và {\displaystyle R_{p}(b)} là số nguyên tố là (bắt đầu bằng {\displaystyle b=2}, có giá trị 0 nếu không tồn tại số nguyên tố {\displaystyle p} thỏa mãn)
3, 3, 0, 3, 3, 5, 3, 0, 19, 17, 3, 5, 3, 3, 0, 3, 25667, 19, 3, 3, 5, 5, 3, 0, 7, 3, 5, 5, 5, 7, 0, 3, 13, 313, 0, 13, 3, 349, 5, 3, 1319, 5, 5, 19, 7, 127, 19, 0, 3, 4229, 103, 11, 3, 17, 7, 3, 41, 3, 7, 7, 3, 5, 0, 19, 3, 19, 5, 3, 29, 3, 7, 5, 5, 3, 41, 3, 3, 5, 3, 0, 23, 5, 17, 5, 11, 7, 61, 3, 3, 4421, 439, 7, 5, 7, 3343, 17, 13, 3, 0, ... (dãy số A128164 trong bảng OEIS)
Dãy các số nguyên tố nhỏ nhất thỏa mãn {\displaystyle p>2} và {\displaystyle R_{p}(-b)} là số nguyên tố là (bắt đầu bằng {\displaystyle b=2}, có giá trị 0 nếu không tồn tại số nguyên tố {\displaystyle p} thỏa mãn, và để dấu hỏi nếu vẫn chưa biết liệu có tồn tại số nguyên tố thỏa mãn không)
3, 3, 3, 5, 3, 3, 0, 3, 5, 5, 5, 3, 7, 3, 3, 7, 3, 17, 5, 3, 3, 11, 7, 3, 11, 0, 3, 7, 139, 109, 0, 5, 3, 11, 31, 5, 5, 3, 53, 17, 3, 5, 7, 103, 7, 5, 5, 7, 1153, 3, 7, 21943, 7, 3, 37, 53, 3, 17, 3, 7, 11, 3, 0, 19, 7, 3, 757, 11, 3, 5, 3, 7, 13, 5, 3, 37, 3, 3, 5, 3, 293, 19, 7, 167, 7, 7, 709, 13, 3, 3, 37, 89, 71, 43, 37, ?, 19, 7, 3, ... (dãy số A084742 trong bảng OEIS)
| {\displaystyle b} | Các giá trị {\displaystyle n} sao cho {\displaystyle R_{n}(b)} là số nguyên tố (một số giá trị lớn tương ứng với số có thể nguyên tố, các giá trị của {\displaystyle n} được kiểm tra cho tới 100000) | Dãy OEIS |
| −50               | 1153, 26903, 56597, ... | A309413  |
| −49               | 7, 19, 37, 83, 1481, 12527, 20149, ... | A237052  |
| −48               | 2*, 5, 17, 131, 84589, ... | A236530  |
| −47               | 5, 19, 23, 79, 1783, 7681, ... | A236167  |
| −46               | 7, 23, 59, 71, 107, 223, 331, 2207, 6841, 94841, ... | A235683  |
| −45               | 103, 157, 37159, ... | A309412  |
| −44               | 2*, 7, 41233, ... | A309411  |
| −43               | 5, 7, 19, 251, 277, 383, 503, 3019, 4517, 9967, 29573, ... | A231865  |
| −42               | 2*, 3, 709, 1637, 17911, 127609, 172663, ... | A231604  |
| −41               | 17, 691, 113749, ... | A309410  |
| −40               | 53, 67, 1217, 5867, 6143, 11681, 29959, ... | A229663  |
| −39               | 3, 13, 149, 15377, ... | A230036  |
| −38               | 2*, 5, 167, 1063, 1597, 2749, 3373, 13691, 83891, 131591, ... | A229524  |
| −37               | 5, 7, 2707, 163193, ... | A309409  |
| −36               | 31, 191, 257, 367, 3061, 110503, ... | A229145  |
| −35               | 11, 13, 79, 127, 503, 617, 709, 857, 1499, 3823, 135623, ... | A185240  |
| −34               | 3, 294277, ... |          |
| −33               | 5, 67, 157, 12211, 313553, ... | A185230  |
| −32               | 2* (no others) |          |
| −31               | 109, 461, 1061, 50777, ... | A126856  |
| −30               | 2*, 139, 173, 547, 829, 2087, 2719, 3109, 10159, 56543, 80599, ... | A071382  |
| −29               | 7, 112153, 151153, ... | A291906  |
| −28               | 3, 19, 373, 419, 491, 1031, 83497, ... | A071381  |
| −27               | (none) |          |
| −26               | 11, 109, 227, 277, 347, 857, 2297, 9043, ... | A071380  |
| −25               | 3, 7, 23, 29, 59, 1249, 1709, 1823, 1931, 3433, 8863, 43201, 78707, ... | A057191  |
| −24               | 2*, 7, 11, 19, 2207, 2477, 4951, ... | A057190  |
| −23               | 11, 13, 67, 109, 331, 587, 24071, 29881, 44053, ... | A057189  |
| −22               | 3, 5, 13, 43, 79, 101, 107, 227, 353, 7393, 50287, ... | A057188  |
| −21               | 3, 5, 7, 13, 37, 347, 17597, 59183, 80761, 210599, 394579, ... | A057187  |
| −20               | 2*, 5, 79, 89, 709, 797, 1163, 6971, 140053, 177967, 393257, ... | A057186  |
| −19               | 17, 37, 157, 163, 631, 7351, 26183, 30713, 41201, 77951, 476929, ... | A057185  |
| −18               | 2*, 3, 7, 23, 73, 733, 941, 1097, 1933, 4651, 481147, ... | A057184  |
| −17               | 7, 17, 23, 47, 967, 6653, 8297, 41221, 113621, 233689, 348259, ... | A057183  |
| −16               | 3, 5, 7, 23, 37, 89, 149, 173, 251, 307, 317, 30197, 1025393, ... | A057182  |
| −15               | 3, 7, 29, 1091, 2423, 54449, 67489, 551927, ... | A057181  |
| −14               | 2*, 7, 53, 503, 1229, 22637, 1091401, ... | A057180  |
| −13               | 3, 11, 17, 19, 919, 1151, 2791, 9323, 56333, 1199467, ... | A057179  |
| −12               | 2*, 5, 11, 109, 193, 1483, 11353, 21419, 21911, 24071, 106859, 139739, 495953, ... | A057178  |
| −11               | 5, 7, 179, 229, 439, 557, 6113, 223999, 327001, 2264611... | A057177  |
| −10               | 5, 7, 19, 31, 53, 67, 293, 641, 2137, 3011, 268207, 1600787, ... | A001562  |
| −9                | 3, 59, 223, 547, 773, 1009, 1823, 3803, 49223, 193247, 703393, 860029, ... | A057175  |
| −8                | 2* (no others) |          |
| −7                | 3, 17, 23, 29, 47, 61, 1619, 18251, 106187, 201653, 1178033, ... | A057173  |
| −6                | 2*, 3, 11, 31, 43, 47, 59, 107, 811, 2819, 4817, 9601, 33581, 38447, 41341, 131891, 196337, 1313371, ... | A057172  |
| −5                | 5, 67, 101, 103, 229, 347, 4013, 23297, 30133, 177337, 193939, 266863, 277183, 335429, 1856147, ... | A057171  |
| −4                | 2*, 3 (no others) |          |
| −3                | 2*, 3, 5, 7, 13, 23, 43, 281, 359, 487, 577, 1579, 1663, 1741, 3191, 9209, 11257, 12743, 13093, 17027, 26633, 104243, 134227, 152287, 700897, 1205459, 1896463, 2533963, ... | A007658  |
| −2                | 3, 4*, 5, 7, 11, 13, 17, 19, 23, 31, 43, 61, 79, 101, 127, 167, 191, 199, 313, 347, 701, 1709, 2617, 3539, 5807, 10501, 10691, 11279, 12391, 14479, 42737, 83339, 95369, 117239, 127031, 138937, 141079, 267017, 269987, 374321, 986191, 4031399, ..., 13347311, 13372531, 15135397, ... | A000978  |
| 2                 | 2, 3, 5, 7, 13, 17, 19, 31, 61, 89, 107, 127, 521, 607, 1279, 2203, 2281, 3217, 4253, 4423, 9689, 9941, 11213, 19937, 21701, 23209, 44497, 86243, 110503, 132049, 216091, 756839, 859433, 1257787, 1398269, 2976221, 3021377, 6972593, 13466917, 20996011, 24036583, 25964951, 30402457, 32582657, 37156667, 42643801, 43112609, 57885161, ..., 74207281, ..., 77232917, ..., 82589933, ... | A000043  |
| 3                 | 3, 7, 13, 71, 103, 541, 1091, 1367, 1627, 4177, 9011, 9551, 36913, 43063, 49681, 57917, 483611, 877843, 2215303, 3598867, ... | A028491  |
| 4                 | 2 (no others) |          |
| 5                 | 3, 7, 11, 13, 47, 127, 149, 181, 619, 929, 3407, 10949, 13241, 13873, 16519, 201359, 396413, 1888279, 3300593, ... | A004061  |
| 6                 | 2, 3, 7, 29, 71, 127, 271, 509, 1049, 6389, 6883, 10613, 19889, 79987, 608099, 1365019, ... | A004062  |
| 7                 | 5, 13, 131, 149, 1699, 14221, 35201, 126037, 371669, 1264699, ... | A004063  |
| 8                 | 3 (no others) |          |
| 9                 | (none) |          |
| 10                | 2, 19, 23, 317, 1031, 49081, 86453, 109297, 270343, ..., 5794777, ... | A004023  |
| 11                | 17, 19, 73, 139, 907, 1907, 2029, 4801, 5153, 10867, 20161, 293831, ... | A005808  |
| 12                | 2, 3, 5, 19, 97, 109, 317, 353, 701, 9739, 14951, 37573, 46889, 769543, ... | A004064  |
| 13                | 5, 7, 137, 283, 883, 991, 1021, 1193, 3671, 18743, 31751, 101089, 1503503, ... | A016054  |
| 14                | 3, 7, 19, 31, 41, 2687, 19697, 59693, 67421, 441697, ... | A006032  |
| 15                | 3, 43, 73, 487, 2579, 8741, 37441, 89009, 505117, 639833, ... | A006033  |
| 16                | 2 (no others) |          |
| 17                | 3, 5, 7, 11, 47, 71, 419, 4799, 35149, 54919, 74509, 1990523, ... | A006034  |
| 18                | 2, 25667, 28807, 142031, 157051, 180181, 414269, ... | A133857  |
| 19                | 19, 31, 47, 59, 61, 107, 337, 1061, 9511, 22051, 209359, ... | A006035  |
| 20                | 3, 11, 17, 1487, 31013, 48859, 61403, 472709, 984349, ... | A127995  |
| 21                | 3, 11, 17, 43, 271, 156217, 328129, ... | A127996  |
| 22                | 2, 5, 79, 101, 359, 857, 4463, 9029, 27823, ... | A127997  |
| 23                | 5, 3181, 61441, 91943, 121949, ... | A204940  |
| 24                | 3, 5, 19, 53, 71, 653, 661, 10343, 49307, 115597, 152783, ... | A127998  |
| 25                | (none) |          |
| 26                | 7, 43, 347, 12421, 12473, 26717, ... | A127999  |
| 27                | 3 (no others) |          |
| 28                | 2, 5, 17, 457, 1423, 115877, ... | A128000  |
| 29                | 5, 151, 3719, 49211, 77237, ... | A181979  |
| 30                | 2, 5, 11, 163, 569, 1789, 8447, 72871, 78857, 82883, ... | A098438  |
| 31                | 7, 17, 31, 5581, 9973, 101111, 535571, ... | A128002  |
| 32                | (none) |          |
| 33                | 3, 197, 3581, 6871, 183661, ... | A209120  |
| 34                | 13, 1493, 5851, 6379, 125101, ... | A185073  |
| 35                | 313, 1297, 568453, ... |          |
| 36                | 2 (no others) |          |
| 37                | 13, 71, 181, 251, 463, 521, 7321, 36473, 48157, 87421, 168527, 249341, ... | A128003  |
| 38                | 3, 7, 401, 449, 109037, ... | A128004  |
| 39                | 349, 631, 4493, 16633, 36341, ... | A181987  |
| 40                | 2, 5, 7, 19, 23, 29, 541, 751, 1277, ... | A128005  |
| 41                | 3, 83, 269, 409, 1759, 11731, ... | A239637  |
| 42                | 2, 1319, 337081, ... |          |
| 43                | 5, 13, 6277, 26777, 27299, 40031, 44773, ... | A240765  |
| 44                | 5, 31, 167, 100511, ... | A294722  |
| 45                | 19, 53, 167, 3319, 11257, 34351, 216551, ... | A242797  |
| 46                | 2, 7, 19, 67, 211, 433, 2437, 2719, 19531, ... | A243279  |
| 47                | 127, 18013, 39623, ... | A267375  |
| 48                | 19, 269, 349, 383, 1303, 15031, 200443, ... | A245237  |
| 49                | (none) |          |
| 50                | 3, 5, 127, 139, 347, 661, 2203, 6521, 210319, ... | A245442  |

* Các số repunit có cơ số âm và n chẵn thì đều là số âm. Nếu giá trị tuyệt đối của nó là số nguyên tố, thì nó có trong bảng trên với dấu sao bên cạnh, song giá trị đó sẽ không xuất hiện trong dãy OEIS tương ứng.
Để tìm hiểu thêm, xem.

### Phân tích đại số của các số repunit tổng quát
Nếu b là lũy thừa hoàn hảo (tức là có thể viết thành mn, trong đó m, n là các số nguyên và n > 1) khác 1, thì chỉ có tối đa một số repunit cơ số b. Nếu n là lũy thừa nguyên tố (tức là có thể viết thành pr, với p là số nguyên tố, r là số nguyên và p, r >0), thì tất cả các số repunit cơ số b đều không phải số nguyên tố ngoại trừ các số Rp và R2. Rp có thể là số nguyên tố và hợp số, ví dụ nó là số nguyên tố là các số b = −216, −128, 4, 8, 16, 27, 36, 100, 128, 256, các ví dụ sau thì bao gồm, b = −243, −125, −64, −32, −27, −8, 9, 25, 32, 49, 81, 121, 125, 144, 169, 196, 216, 225, 243, 289, vv., và R2 có thể là số nguyên tố (khi p khác 2) nếu b âm hoặc là lũy thừa của −2, lấy ví dụ như b = −8, −32, −128, −8192, vv., kể cả vậy R2 vẫn có thể là hợp số, lấy ví dụ như b = −512, −2048, −32768, vv. Nếu n không phải lũy thừa nguyên tố thì không có số nguyên tố cơ số b nào tồn tại, lấy ví dụ b = 64, 729 (với n = 6), b = 1024 (với n = 10), và b = −1 hoặc 0 (với n là số tự nhiên tùy ý).

### Giả thuyết tổng quát cho repunit
Một giả thuyết liên quan đến dạng tổng quát của số repunit: (giả thuyết này tiên đoán số nguyên số Mersenne tổng quát tiếp theo, và nếu giả thuyết này đúng thì có vô số số nguyên tố repunit cho mọi cơ số {\displaystyle b} khả thi)
Cho bất kỳ số tự nhiên {\displaystyle b} thỏa mãn các điều kiện sau:
1. {\displaystyle |b|>1}.
2. {\displaystyle b} không phải lũy thừa hoàn hảo. (bởi nếu {\displaystyle b} là lũy thừa hoàn hảo bậc {\displaystyle r}, thì ta có thể chứng minh chỉ có tối đa một giá trị của {\displaystyle n} sao cho {\displaystyle {\frac {b^{n}-1}{b-1}}} là số nguyên tố, và giá trị này của {\displaystyle n} hoặc là {\displaystyle r} hoặc là căn bậc {\displaystyle k} của {\displaystyle r} với một số số k)
3. {\displaystyle b} không nằm dưới dạng {\displaystyle -4k^{4}}. (nếu có thì số đó có phân tích thừa số dạng aurifeuillean)

thì sẽ có số nguyên tố repunit tổng quát dưới dạng
{\displaystyle R_{p}(b)={\frac {b^{p}-1}{b-1}}}
với {\displaystyle p} là số nguyên tố, các số nguyên tố sẽ được phân phối gần với đường sau
{\displaystyle Y=G\cdot \log _{|b|}\left(\log _{|b|}\left(R_{(b)}(n)\right)\right)+C,}
trong đó giới hạn {\displaystyle n\rightarrow \infty }, {\displaystyle G={\frac {1}{e^{\gamma }}}=0.561459483566...}
và có khoảng
{\displaystyle \left(\log _{e}(N)+m\cdot \log _{e}(2)\cdot \log _{e}{\big (}\log _{e}(N){\big )}+{\frac {1}{\sqrt {N}}}-\delta \right)\cdot {\frac {e^{\gamma }}{\log _{e}(|b|)}}}
số nguyên tố cơ số b nhỏ hơn N. Trong đó:
- {\displaystyle e} là cơ số của lôgarit tự nhiên.
- {\displaystyle \gamma } là hằng số Euler–Mascheroni.
- {\displaystyle \log _{|b|}} là logarit trong cơ số {\displaystyle |b|}
- {\displaystyle R_{(b)}(n)} là số nguyên tố repunit tổng quát thứ {\displaystyle n} trong cơ số b (cùng số nguyên tố p)
- {\displaystyle C} là hằng số hợp dữ liệu phụ thuộc vào {\displaystyle b}.
- {\displaystyle \delta =1} nếu {\displaystyle b>0}, {\displaystyle \delta =1.6} nếu {\displaystyle b<0}.
- {\displaystyle m} là số tự nhiên lớn nhất sao cho {\displaystyle -b} là lũy thừa {\displaystyle 2^{m-1}}.

Ngoài ra chúng ta còn có 3 tính chất sau:
1. Số các số nguyên tố dưới dạng {\displaystyle {\frac {b^{n}-1}{b-1}}} (với {\displaystyle p} là số nguyên tố) nhỏ hơn hoặc bằng {\displaystyle n} xấp xỉ với {\displaystyle e^{\gamma }\cdot \log _{|b|}{\big (}\log _{|b|}(n){\big )}}.
2. Ước tính số các số nguyên tố dưới dạng {\displaystyle {\frac {b^{n}-1}{b-1}}} cùng với số nguyên tố {\displaystyle p} nằm giữa {\displaystyle n} và {\displaystyle |b|\cdot n} là vào khoảng {\displaystyle e^{\gamma }}.
3. Xác suất rằng số dưới dạng {\displaystyle {\frac {b^{n}-1}{b-1}}} là số nguyên tố (với {\displaystyle p} là số nguyên tố) nằm vào khoảng {\displaystyle {\frac {e^{\gamma }}{p\cdot \log _{e}(|b|)}}}.

## Lịch sử
Vào thời gian mà các số repunit chưa được đặt tên, các số repunit trong hệ thập phân được nghiên cứu bởi rất nhiều nhà toán học trong thế kỷ 19 để tìm ra và tiên đoán tính chất của các số lặp lại chữ số.
Ta phát hiện được rất sớm rằng với mọi số nguyên tố p lớn hơn 5, chu kỳ của khai triển của 1/p bằng với độ dài của số repunit nhỏ nhất chia hết cho p. Bảng chu kỳ của nghịch đảo các số nguyên tố cho tới 60,000 đã được xuất bản vào năm 1860 và cho phép các nhà toán học như Reuschle tìm ra phân tích thừa số nguyên tố của các số repunit lên tới R16 và nhiều số lớn hơn. Tới năm 1880, các số R17 cho tới R36 đã được phân tích thừa số nguyên tố và mặc dù Édouard Lucas đã chứng minh rằng không có số nguyên tố nằm dưới ba triệu có chu kỳ 19, phải tới đầu thế kỉ 20, các nhà toán học mới bắt đầu kiểm tra tính nguyên tố của các số repunit. Nhà toán học Mỹ Oscar Hoppe đã chứng minh R19 là số nguyên tố trong năm 1916. Sau đó Lehmer và Kraitchik độc lập tìm ra R23 là số nguyên tố trong 1929.
Tiến bộ trong công cuộc nghiên cứu các số repunit phải mãi tới những năm 1960 mới có, khi mà các máy tính bắt đầu xuất hiện, cho phép các nhà toán học có thể tìm ra các ước nguyên tố và sửa lại bảng các chu kỳ nguyên tố. R317 được chứng minh là số có thể nguyên tố quanh năm 1966 và được chứng minh là số nguyên tố sau 11 năm, trong khi đó R1031 được chứng minh là số có thể nguyên tố cuối cùng có số chữ số nhỏ hơn mười nghìn. Sau đó, số đó được chứng minh là số nguyên tố trong năm 1986, nhưng công cuộc tìm các số nguyên tố repunit lớn hơn nó liên tục gặp thất bại. Tuy nhiên, nhờ việc nghiên cứu và phát triển lý thuyết của các số repunit tổng quát, nay ta đã tìm được nhiều số nguyên tố mới và số có thể nguyên tố mới.
Kể từ năm 1999, bốn số có thể nguyên tố đã được tìm thấy, nhưng hiện khó có thể chứng minh bất kỳ một trong bốn số đó là số nguyên tố bởi kích thước số rất lớn.
Dự án Cunningham đã nỗ lực ghi lại phân tích thừa số nguyên tố của các số repunit (trong nhiều số khác) cho các cơ số 2, 3, 5, 6, 7, 10, 11, và 12.

## Số Demlo
D. R. Kaprekar định nghĩa số Demlo là số được nối bởi phần trái, phần giữa và phần phải, trong đó phần trái và phần phải phải có cùng độ dài(có thể thêm chữ số 0 dẫn trước ở phần trái) và khi cộng các phần với nhau phải ra số repdigit, và phần giữa có thể chứa thêm một số chữ số của chữ số lặp lại. 
Chúng được đặt tên theo nhà ga Demlo  (nay được gọi là Dombivili) cách 30 miles từ Bombay đến đường tàu G.I.P., nơi mà Kaprekar 
bắt đầu nghiên cứu chúng.
Ông gọi số Demlo kỳ lạ là các số có dạng  1, 121, 12321, 1234321, ..., 12345678987654321. Bởi các số này là bình phương của các số repunits đã dẫn tới việc một số tác giả đã gọi các số Demlo là dãy vô hạn các số repunit, 1, 121, 12321, ..., 12345678987654321, 1234567900987654321, 123456790120987654321, ..., (dãy số A002477 trong bảng OEIS), mặc dù ta có thể kiểm tra các số sau không phải số Demlo khi p = 10, 19, 28, ...